# Lavrinhas
Lavrinhas is een gemeente in de Braziliaanse deelstaat São Paulo. De gemeente telt 7.002 inwoners (schatting 2010).

## Aangrenzende gemeenten
De gemeente grenst aan Cruzeiro, Queluz, Silveiras en Passa Quatro (MG).